# 奥托·冯·施蒂尔普纳格尔

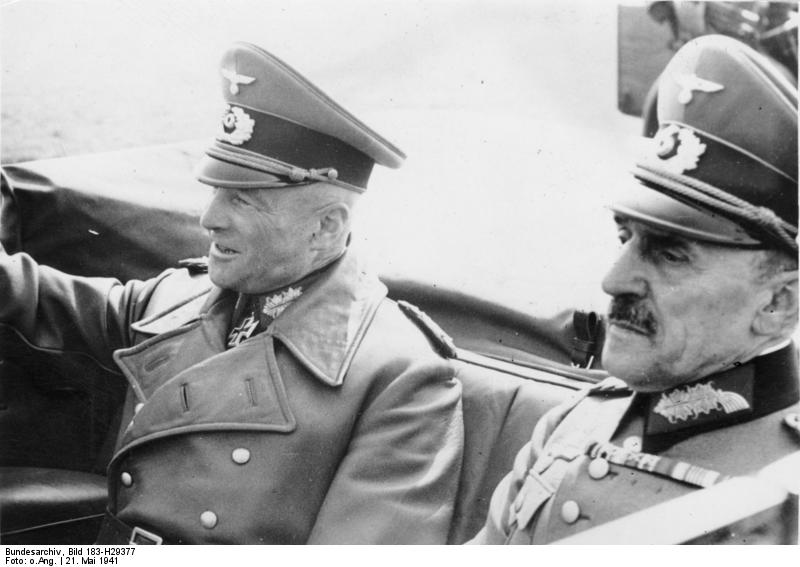
奥托·冯·施蒂尔普纳格尔（右）與瓦尔特·冯·布劳希奇

奥托·冯·施蒂尔普纳格尔（1878年6月16日 - 1948年2月6日）是一位德意志国防军将领，曾在第二次世界大战期间担任德國驻法军事指挥官。
1940年10月25日，奥托·冯·施蒂尔普纳格尔被调到法国，担任军事政府长官，职务是“驻法军事指挥官”（Militärbefehlshaber in Frankreich/ MBF）
奥托·冯·施蒂尔普纳格尔将法国工业资源用于发展德国战争经济，支持纳粹政府的战争事业，阻止一切对德国战争机器不利的行为。就在德军占领巴黎的数日之后，一些德國人便开始没收法国犹太裔名人的艺术品收藏。维希法国政府对德方明抢本国艺术遗产的行径大为不满，向德方外交人员以及MBF提出抗议。奥托·冯·施蒂尔普纳格尔一直都想和维希政府保持良好关系，于是带领下属发起一连串抗议，谴责没收行为，事情最终闹到希特勒那邊，但希特勒准许德方人员大批抢夺犹太人的艺术品收藏。
黨衛隊要求MBF对法国的“种族敌人”发起行动，希特勒命奥托·冯·施蒂尔普纳格尔针对每起法國抵抗運動發起的袭击事件各处决100-150名法国人质。MBF卻谴责希特勒的政策。奥托·冯·施蒂尔普纳格尔反对大规模处决，决意要维持法方的合作态度。而党卫队则繼續襲擊法國境內的猶太人。在1941年10月2-3日夜间炸毁了巴黎的7座犹太会堂後。奥托·冯·施蒂尔普纳格尔向上级发出抗议。
國防軍最高統帥部部长、元帅威廉·凱特爾怀疑奥托·冯·施蒂尔普纳格尔是个亲法派。1942年2月2日，威廉·凱特爾命令MBF以“威慑敵人，包括处决大量在押共产党人、犹太人以及之前曾实施袭击者”来回应法国人的一切抵抗行为，还要“再逮捕至少1000名犹太人或共产党人”。
奥托·冯·施蒂尔普纳格尔在1941年12月15日下令处决95名人质后拒绝再處決任何犯人，而且很快就決定辭職。继任MBF的是他的表弟卡尔-海因里希·冯·施蒂尔普纳格尔。奥托·冯·施蒂尔普纳格尔和妻子回到了柏林。
战后，奥托·冯·施蒂尔普纳格尔被盟军逮捕，关进一座法国军事监狱。法国当局控诉他犯有战争罪。1948年2月6日，奥托·冯·施蒂尔普纳格尔在狱中自杀。